# ایگو دولیای
ایگور دولیای (صربی: Igor Duljaj؛ زادهٔ ۲۹ اکتبر ۱۹۷۹) یک بازیکن فوتبال اهل صربستان است.

## تیم ملی
وی همچنین در تیم ملی فوتبال صربستان بازی کرده است.